# Абелашвили, Сакул Николаевич
Сакул Николаевич Абелашвили (1915 год, село Велисцихе, Сигнахский уезд, Тифлисская губерния, Российская империя — 1985 год, село Велисцихе, Кедский район, Грузинская ССР) — звеньевой колхоза «Ленинис Андердзи» (Ленинский завет) Гурджаанского района, Грузинская ССР. Герой Социалистического Труда (1949).

## Биография
Родился в 1915 году в крестьянской семье в селе Велисцихе Тифлисской губернии (сегодня — Гурджаанский муниципалитет). После окончания местной начальной школы трудился в личном сельском хозяйстве. С 1930-х годов — рядовой колхозник в колхозе «Ленинис Андердзи» Гурджаанского района. Трудился на колхозных виноградниках. В послевоенные годы возглавлял звено виноградарей в этом же колхозе.
В 1948 году звено под его руководством собрало в среднем с каждого гектара по 102,1 центнера винограда на участке площадью 3 гектара. Указом Президиума Верховного Совета СССР от 9 августа 1949 года удостоен звания Героя Социалистического Труда за «получение высоких урожаев винограда в 1948 году» с вручением ордена Ленина и золотой медали «Серп и Молот» (№ 4333).
Этим же Указом званием Героя Социалистического Труда были также награждены труженики колхоза «Ленинис Андердзи» звеньевые Гигуш Николаевич Какалашвили, Аршак Меликович Корганов и Лимон Сакулович Осипов.
Проживал в родном селе Велисцихе Кедского района. С 1969 года — персональный пенисонер союзного значения. Дата его смерти не установлена.